# (20035) 1992 SA4
1992 SA4 (asteroide n.º 20035) es un asteroide del cinturón principal. Posee una excentricidad de 0,07133660 y una inclinación de 6,64085º.
Este asteroide fue descubierto el 2 de septiembre de 1992 por Spacewatch en Kitt Peak.